# Брюнетка за 30 копійок
«Брюнетка за 30 копійок» — радянський художній фільм 1991 року режисера Сергія Никоненка.

## Сюжет
У вигаданому провінційному містечку Валуйськ мер стурбований станом економіки. Для порятунку міського бюджету він наважується на рішучий крок — відкрити публічний будинок в приміщенні місцевого краєзнавчого музею.
Директор музею, вона ж голова місцевого фонду культури, мистецтвознавець є дружиною мера, і така постанова приводить її до відчайдушного вчинку — вона добровільно йде на службу в щойно відкритий публічний будинок як прима борделя.
У відповідь на цей демарш мер міста приймає найрішучіших заходів, щоб ускладнити роботу вже відкритого публічного будинку. Для цього він влаштовується туди за сумісництвом швейцаром і всіляко перешкоджає попаданню клієнтів до «жриць кохання», що позначається абревіатурою ЖБВ (жінка, що була у вживанні).

## У ролях
- Сергій Никоненко —  Матвій Матвійович Матвєєв, мер міста Валуйськ
- Анна Самохіна —  дружина мера, вона ж Ія-Мімі
- Віктор Іллічов —  Халдєєв
- Олександр Безпалий —  Клименко
- Євген Леонов-Гладишев —  референт
- Олександр Пашутін —  голова моральної комісії
- Тетяна Агафонова —  Аглая Карпівна Графінова, «Графиня»
- Тетяна Ільченко —  Ольга Гаврилівна Стєклєнєлих, «Балерина»
- Ірина Нарбекова —  Роза Олександрівна Люксембург, «Комісар»
- Маргарита Сергеєчева —  Любов Олександрівна Кирпичова, «Попелюшка»
- Світлана Ладишкіна —  Анна Павлівна Фігошина, «Леді»
- Юрій Рудченко —  Єфрем, начальник продовольчої комісії
- Олена Піголіцина —  суддя
- Олена Сидорова —  Ніна
- Майя Мартиненко —  Зінька

## Знімальна група
- Режисер — Сергій Никоненко
- Сценарист — Олександр Дудолад
- Оператори — Олександр Масс, Костянтин Ніський
- Композитор — Ігор Назарук
- Художник — В'ячеслав Кубарєв
- Продюсер — Геральд Бежанов